# Hawa Gelan
Hawa Gelan (ou Hawa Galan) est un woreda de l'ouest de l'Éthiopie situé dans la zone Kelam Welega de la région Oromia.
Issu d'une scission de l'ancien woreda Hawa Welele, Hawa Gelan a 95 976 habitants en 2007, son centre administratif est Rob Gebeya.

## Origine
L'ancien woreda Hawa Welele se partage entre Hawa Gelan et son voisin septentrional Yemalogi Welele dès le recensement de 2007.

## Situation
Limitrophe de la zone Illubabor au sud-est, Hawa Gelan est entouré dans la zone Kelam Welega par les woredas Yemalogi Welele au nord, Dale Sedi à l'est et Sayo à l'ouest.
Son centre administratif, Rob Gebeya, se trouve environ 25 km au nord-est de Dembi Dolo et quelques kilomètres au sud de la route Nekemte-Gambela,.

## Population
Au recensement national de 2007, le woreda Hawa Gelan compte 95 976 habitants dont 6 % de citadins avec 5 562 habitants à Rob Gebeya.
Près de la moitié des habitants du woreda (45 %) sont musulmans, 32 % sont orthodoxes, 20 % sont protestants et 1 % sont catholiques.
En 2022, la population du woreda est estimée à 137 920 personnes avec une densité de population de 173 personnes par km2 et 795 km2 de superficie.